# Indygolit
Indygolit – minerał z grupy turmalinów, odmiana elbaitu o kolorze intensywnie niebieskim, nieraz z zielonkawym odcieniem. Ciemnoniebieskie odmiany należą do najrzadszych. Jasnoniebieski indygolit z domieszką żelaza jest nazywany turmalinem paraíba.

## Właściwości i powstawanie
Indygolit, znany również jako niebieski turmalin, jest bardzo rzadkim złożonym minerałem wodorotlenku krzemianu magnezowo-żelazowo-boro-aluminiowego. Uzyskuje swój kolor dzięki niewielkim domieszkom żelaza. Zwykle występuje w żyłach pegmatytowych, które są gruboziarnistymi skałami magmowymi, często wzbogaconymi o rzadkie minerały z powodu powolnego chłodzenia i krystalizacji magmy. Żyły pegmatytowe można znaleźć w różnych warunkach geologicznych, takich jak pasma górskie, intruzje granitowe oraz tereny metamorficzne. Wykazuje dwójłomność na poziomie 0,014–0,022. Posiada silny pleochroizm od ciemnego do jasnoniebieskiego. Fluorescencja czasami jest obecna, ale słaba – niebieskozielona. Ma umiarkowaną dyspersję na poziomie 0,017.

### Minerały współtowarzyszące
Indygolit jest często połączony z innymi turmalinami (w jednym krysztale występuje duża różnorodność barw), okazy z Pakistanu charakteryzują się czarnym dołem i indygolitową końcówką. Współwystępuje np. z kwarcem, cleavelandytem, albitem, kwarcem dymnym, topazem oraz muskowitem.

## Miejsce występowania
Najlepszej jakości okazy indygolitów pochodzą przede wszystkim z Brazylii (stan Minas Gerais), Afganistan (Paprok, Nuristan) oraz Pakistan (Skardu). Bardzo wysokiej jakości okazy zostały znalezione także w Rosji, Sri Lance, Meksyku, Mozambiku, Madagaskarze oraz w USA (przede wszystkim Kalifornia i Maine). Poza tym niebieski turmalin został stwierdzony także m.in. w Czechach, Austrii czy Wielkiej Brytanii. W Polsce jak do tej pory nie został znaleziony.

## Galeria

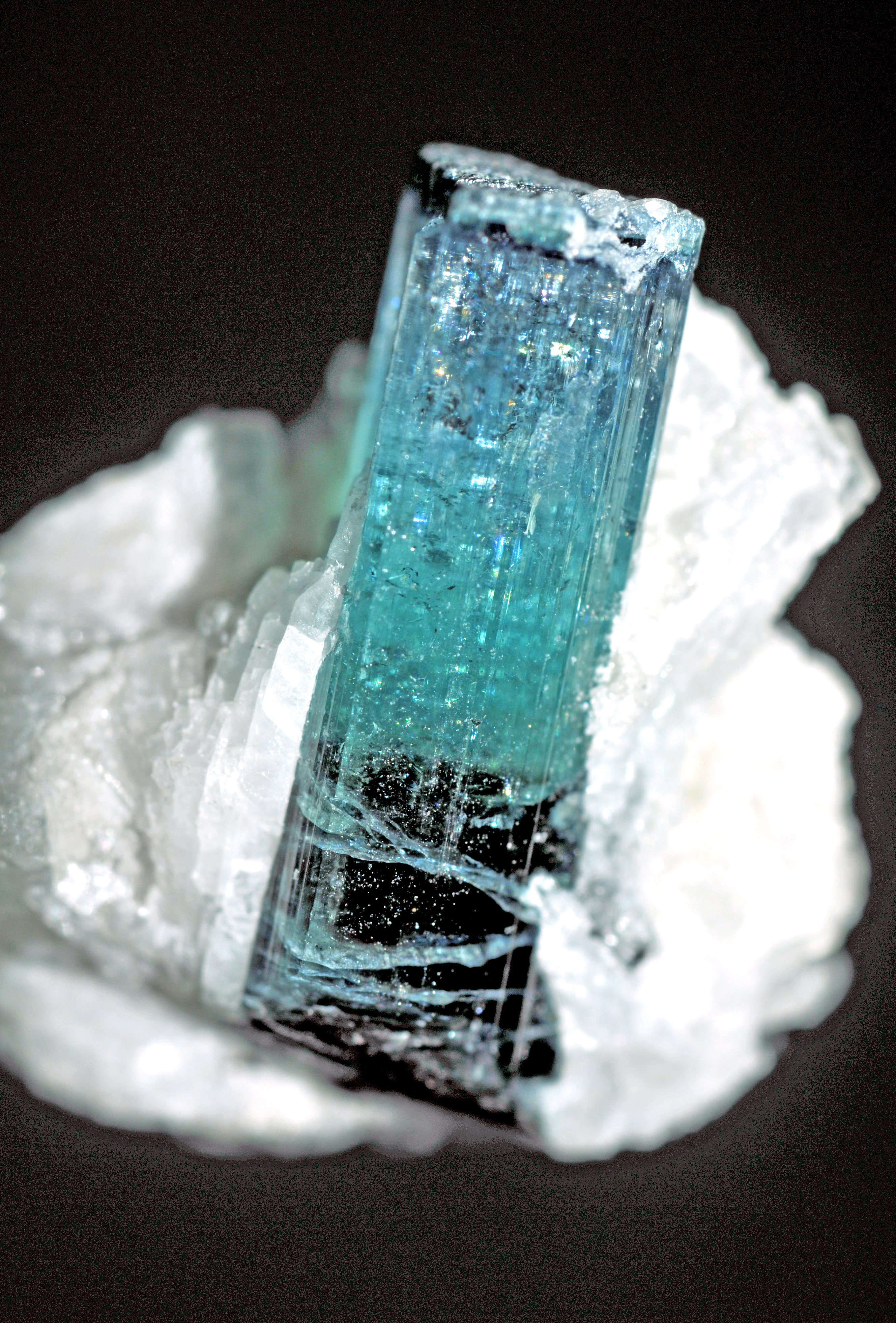
Okaz na skaleniu ze Skardu w Pakistanie
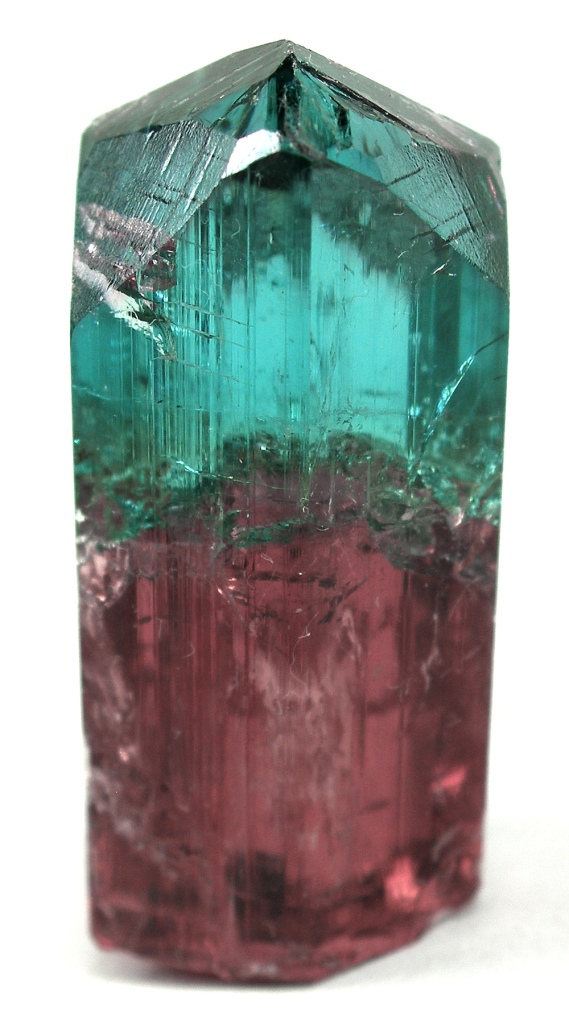
Okaz z Minas Gerais w Brazylii
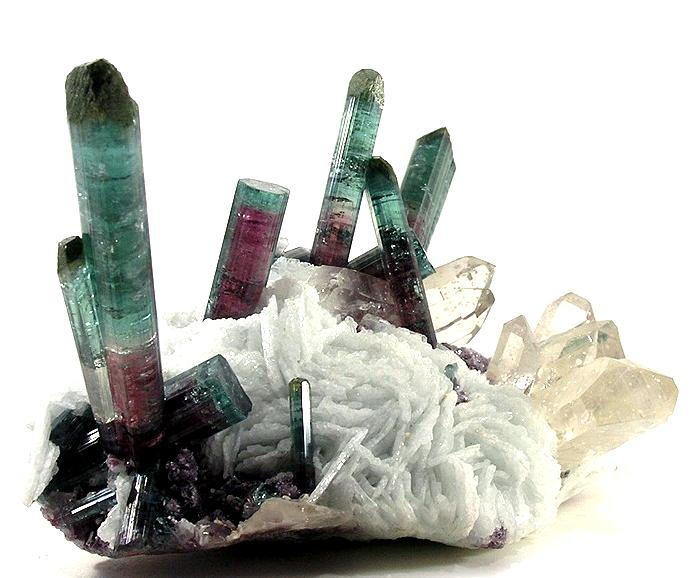
Przykład okazu szczotki indygolitu połączonego z rubelitem z kwarcem i lepidolitem z Minas Gerais w Brazylii
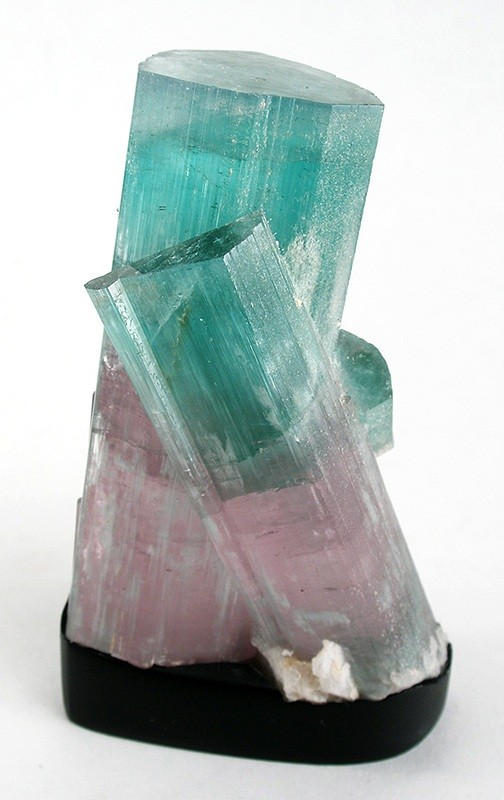
Indygolit z Paproku w Afganistanie
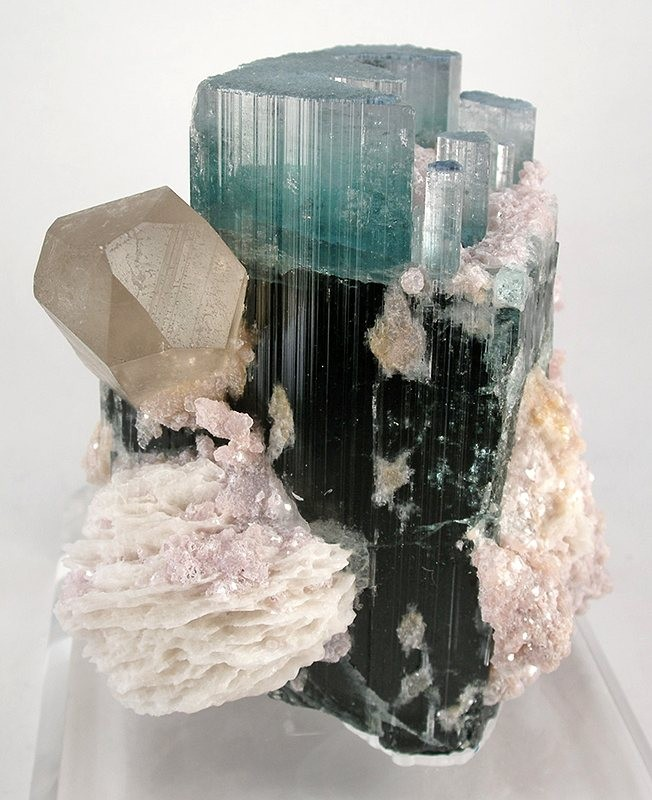
Okaz z albitem i kwarcem z Paproku w Afganistanie
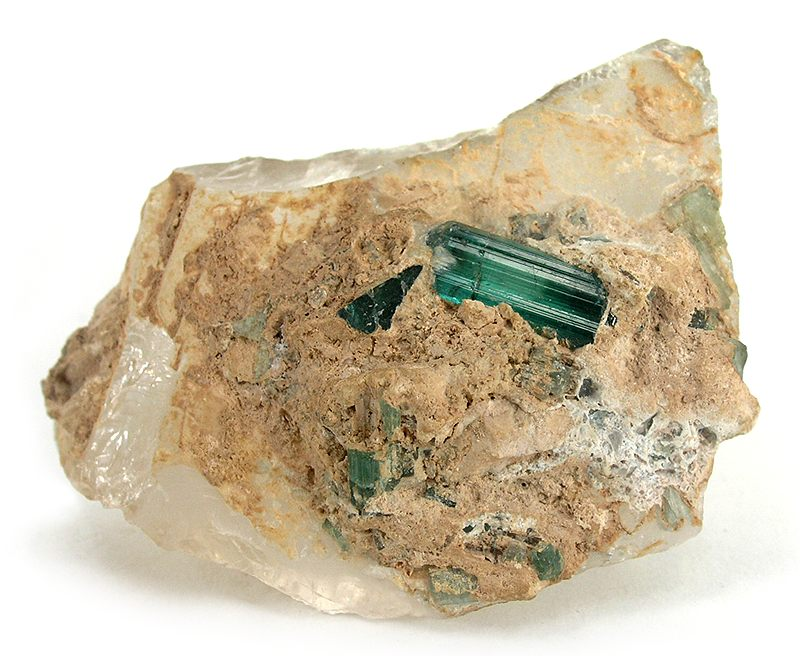
Okaz na matrycy z Erongo w Namibii
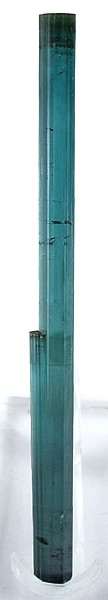
Ciemnoniebieski okaz indygolitu z Minas Gerais w Brazylii
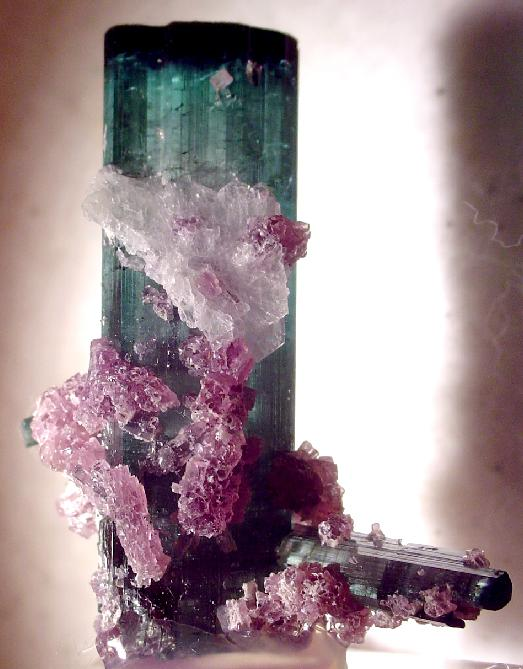
Turmalin z albitem i lepidolitem z Minas Gerais w Brazylii